# Lindon (Utah)
Lindon es una ciudad del condado de Utah, estado de Utah, en Estados Unidos. La población estaba en 8.363 según el censo de 2000. Se estima que hacia 2004 su población aumentaba ligeramente, hasta los 8.489 habitantes.

## Geografía
Lindon está localizado a 40°20′19″N 111°42′58″O / 40.33861, -111.71611.
Según la Oficina del Censo de los Estados Unidos, la ciudad tiene un área total de 22,2 km². De ellos, 21,8 km² son de tierra y 0,5 km² (2,21%) es agua.

## Demografía
Según el censo de 2000, había 8.363 habitantes, 1.935 casas, y 1.789 familias residentes en la ciudad. La densidad de población era 384,4 habitantes/ km². Había 1.974 unidades de alojamiento con una densidad media de 90,7 unidades/km².
La máscara racial de la ciudad era 95,67% blanco, 0,20% afroamericano, 0,22% nativo americano, 0,69% asiático, 0,16% de las islas del Pacífico, 1,84% de otras razas y 1,22% de dos o más razas. Los hispanos o latinos de cualquier raza eran el 3,32% de la población.
Había 1.935 casas, de las cuales el 60,4% tenía niños menores de 18 años, el 80,6% eran matrimonios, el 4,5% tenía un cabeza de familia femenino sin marido, y el 7,5% no son familia. El 5,9% de todas las casas tenían un único residente y el 2,5% tenía sólo residentes mayores de 65 años. El promedio de habitantes por hogar era de 4,29 y el tamaño medio de familia era de 4,46.
El 42,9% de los residentes es menor de 18 años, el 10,5% tiene edades entre los 18 y 24 años, el 27,2% entre los 25 y 44, el 14,4% entre los 45 y 64, y el 5,0% tiene 65 años o más. La media de edad es 22 años. Por cada 100 mujeres había 103,0 hombres. Por cada 100 mujeres de 18 años o más, había 98,9 hombres.
El ingreso medio por casa en la ciudad era de 61.964$, y el ingreso medio para una familia era de 63.513$. Los hombres tenían un ingreso medio de 47.330$ contra 23.158$ de las mujeres. Los ingresos per cápita para la ciudad eran de 18.088$. Aproximadamente el 2,9% de las familias y el 3,1% de la población está debajo del nivel de pobreza, incluyendo el 3,7% de menores de 18 años y el 7,5% de mayores de 65.

## Historia
Lindon tiene un abundante fondo cultural e histórico. Fue establecido en 1861 por pioneros. A lo largo del siglo pasado ha visto un gran desarrollo. Ha intentado mantener su divisa "Lindon: un poquito de país."
- Datos: Q482609
- Multimedia: Lindon, Utah / Q482609

1. ↑  Zip Data Maps, código ZIP n.º 84042.